# Claude Riley
Claude Edward Riley jr. (Crockett, 8 settembre 1960) è un ex cestista statunitense, professionista in Italia e in Spagna.

## Carriera
Venne selezionato dai Philadelphia 76ers al terzo giro del Draft NBA 1983 (64ª scelta assoluta).